# Szczurowa
Szczurowa ist ein Dorf im Powiat Brzeski (Brzesko), der Woiwodschaft Kleinpolen, im Polen. Es ist der Sitz der Gmina Szczurowa. Es liegt 17 km nördlich von Brzesko und 52 km östlich der Regionalhauptstadt Krakau.

## Geschichte
Das Massaker von Szczurowa war die Ermordung von 93 Roma, darunter Kinder, Frauen und ältere Menschen, durch deutsche Nazi-Besatzer. Am 3. Juli 1943 zerrte die deutsche Polizei fast alle Roma-Einwohner des Dorfes und transportierte sie zum Ortsfriedhof, wo sie erschossen wurden.